# Walter Rothenburg

Walter Rothenburg (Porträtzeichnung von Emil Stumpp, 1931)

Walter R. Rothenburg, genannt Wero (* 28. Dezember 1889 in Hamburg; † 10. März 1975 in Ascona), war Boxpromoter, Schlagertexter und Schriftsteller.

## Leben
Walter Rothenburg wurde als Sohn des Brauereiagenten Josef Rothenburg 1889 in Hamburg-Eimsbüttel geboren. Sein Großvater Charles Rothenburg war Schriftsteller und Verleger. Er gab die ersten deutschsprachigen Zeitungen der Vereinigten Staaten, den Boston-Telegraph und die USA-Staaten-Zeitung, heraus.
Nach der Schulzeit ging Walter Rothenburg zur See und wechselte 1909 zur Kaiserlichen Marine. Dort fuhr er auf dem Schlachtschiff Westfalen. Im Ersten Weltkrieg wurde er auf dem Schlachtkreuzer Moltke verwundet.
Er war Bootsmann und wurde 1916 an die Flandernfront versetzt.

## Boxpromoter
Rothenburg konnte 1925 den Berliner Sportpalast zum ersten Male für eine Boxveranstaltung nutzen.
Den Boxkampf Walter Neusel gegen den ehemaligen Schwergewichtsweltmeister Max Schmeling organisierte er am 26. August 1934. Der Schauplatz war die Dirt-Track-Anlage, eine Sandrennbahn in unmittelbarer Nähe von Hagenbecks Tierpark, die er innerhalb weniger Wochen in eine Musteranlage umbauen ließ. Es kamen fast 100.000 Zuschauer, eine bei keiner Boxveranstaltung in Deutschland je wieder erreichte Zahl.

Max-Schmeling-Briefmarke, 2005

Max Schmeling wollte wieder ins amerikanische Boxgeschäft einsteigen und gegen Joe Louis boxen. Er hatte 1934 jedoch gegen Steve Hamas über 12 Runden nach Punkten verloren. Walter Rothenburg riet Schmeling, diese Niederlage auszumerzen: „Ich werde“, sagte er, „den Mann nach Hamburg holen.“ Es gelang ihm, Schmelings Bedenken zu zerstreuen und den Betreiber des Madison Square Garden in New York City, der eine Option auf Hamas hatte, auszumanövrieren. Auf den Einwand, in Hamburg sei es im März für einen Freiluftveranstaltung zu kühl, entgegnete er: Dann wird eben eine Halle gebaut. Mit 750.000 Reichsmark staatlicher Subvention gelang es Rothenburg, in nur 42 Tagen in Hamburg-Rothenburgsort eine alte Lagerhalle für Nutzhölzer an der Zollvereinsstraße/Ausschläger Allee in die größte überdachte Sportarena der Welt für 25.000 Zuschauer umzubauen (der Madison Square Garden konnte nur 20.000 aufnehmen). Am 10. März 1935 wurde sie mit dem Boxkampf Schmeling – Hamas eröffnet, den Schmeling in der neunten Runde mit technischem K. o. für sich entschied. Im Zweiten Weltkrieg wurde die 162 Meter lange und 75 Meter breite Hanseatenhalle von Fliegerbomben zerstört.
Walter Rothenburg glaubte an die Sterne. Der Spiegel zitierte ihn 1947: „Als Schmeling [am 19. Juni] 1936 gegen Joe Louis boxte, schickte ich ein Telegramm nach New York, in dem ich Schmeling mitteilte, daß er in der 12. Runde siegen würde.“ Sein Astrologe habe aus Schmelings Horoskop diesen Sieg vorausberechnet. Tatsächlich gewann Schmeling überraschend in der 12. Runde durch K. o. Von dem Telegramm erfuhr Schmeling aber erst nach dem Kampf.

## Freier Schriftsteller
Seit 1927 arbeitete Rothenburg auch als freier Schriftsteller. Typisch für ihn waren Glossen auf Plattdeutsch und Hochdeutsch mit Hamburger Lokalkolorit. Eine solche erschien in der ersten Ausgabe des Hamburger Abendblattes vom 14. Oktober 1948: Von wegen Spickaal [Räucheraal]. „Ich weiß nicht, ob die Wissenschaft schon einmal festgestellt hat, wieviel Wasser einem Menschen im Munde zusammenlaufen muß, um zu ertrinken. Da liegen sie nun, die Spick-Aale, wie man sagt. Lang, schlank und blank. Einer neben dem andern.“ Vor dem Schaufenster sammelt sich eine hungrige Menschenmenge, die sich über die Preise des Fischhändlers beklagt, bis „die sonore Stimme eines echten, gemütlichen alten Hamburgers ertönt“: „Dat Woter is woll dürer worden!“

## Musiktexter
Als Musiktexter hatte Rothenburg eine große Bandbreite. Er schrieb volkstümliche, plattdeutsche Lieder, die schnell sehr populär wurden. Sein erstes überliefertes Lied verfasste er 1916 an der Flandernfront: O du vlaamsche Deern. Überaus erfolgreich war seine Zusammenarbeit mit dem Volkssänger Charly Wittong, den er 1912 kennengelernt hatte und dem er u. a. die Lieder vom Hamburger Fährjung (Fohr mi mol röber!) und An de Eck von de Steenstroot schrieb.
Nach dem Zweiten Weltkrieg textete er für die Komponisten Lotar Olias, Michael Jary, Gerhard Winkler und Gerhard Jussenhoven. Große Erfolge feierte er als Norddeutscher im Karneval. So ein Tag, so wunderschön wie heute! wurde eine Hymne des Karnevals und sein größter Erfolg als Textdichter. Auch für einige Erfolgs-Schlager schrieb er den Text – beispielsweise für Heideröslein, mit dem Friedel Hensch und die Cyprys 1954 drei Monate lang die Hitparade anführte, oder auch für Junge, komm bald wieder! (aus der Operette Heimweh nach St. Pauli), mit dem Freddy Quinn 1963 dreizehn Wochen lang Nr. 1 war.

## Lieder und Schlager (Auswahl)
- Plattdeutsche Lieder:
  - An de Eck steiht’n Jung mit’n Tüdelband (zum Text beigetragen)
  - An de Eck von der Steenstroot (… steiht’n Olsch mit Stint)
  - Hamburger Fährjung (Fohr mi mol röber!)
- Karneval/Stimmungslieder:
  - So ein Tag, so wunderschön wie heute (Musik: Lotar Olias)
  - Oh, wie ist das schön (Eigentlicher Text: O, wie bist du schön!, gesungen vom Comedian Quartett, 1951,[10] Musik: Willibald Quanz[11])
- Schlager:
  - Abschied vom Meer (Musik: Lotar Olias)
  - Bombay-Billy (Musik: Lotar Olias)
  - Gib mir dein Wort (Musik: Lotar Olias)
  - Junge, komm bald wieder (Musik: Lotar Olias)
  - Heideröslein (Musik: Peter Jan Hansen)
  - Holdrio, liebes Echo
  - You You You

## Ehrungen

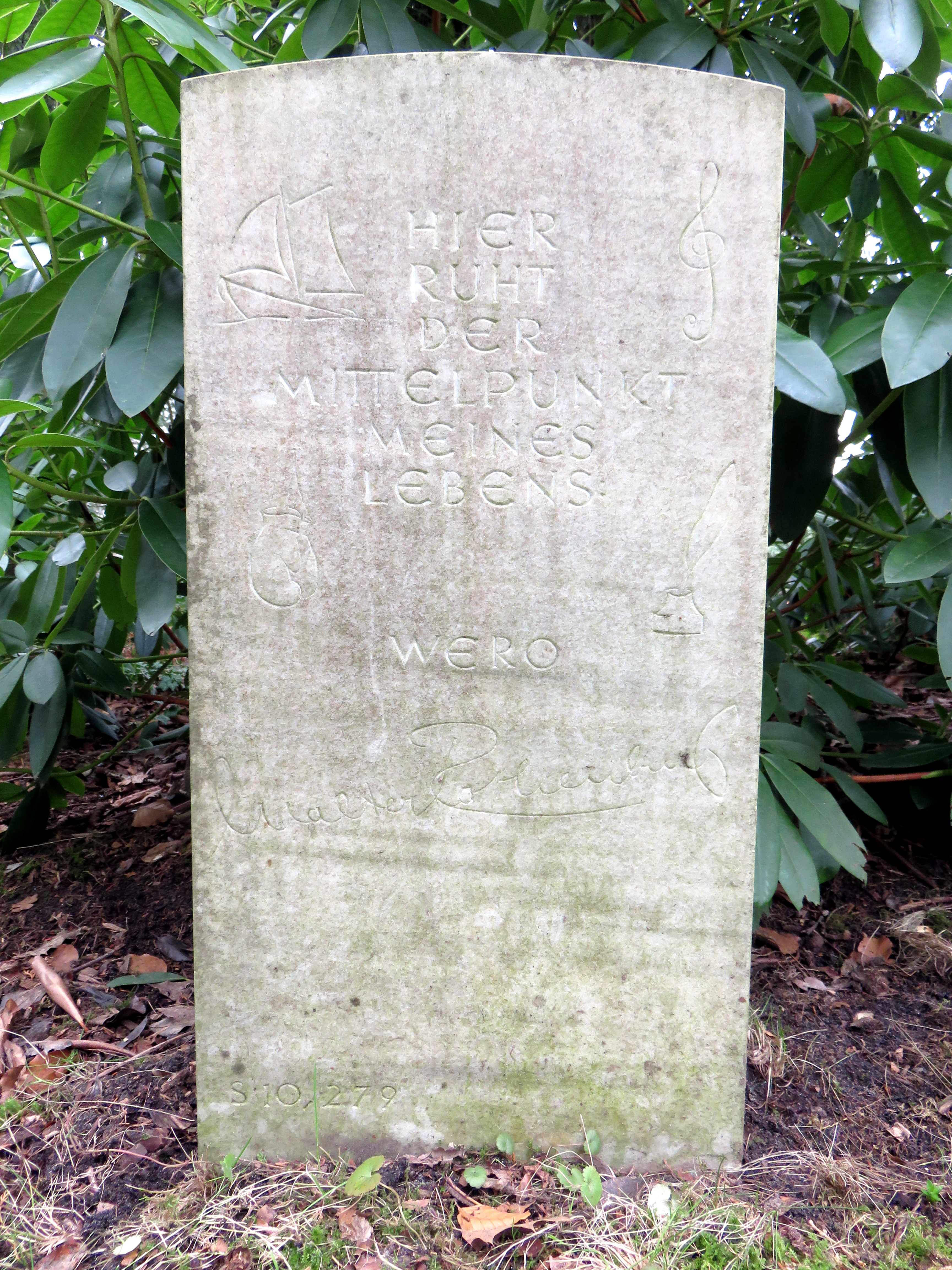
Grabstein Walter Rothenburg auf dem Friedhof Ohlsdorf

In Hamburg ist der Walter-Rothenburg-Weg im Stadtteil Neuallermöhe nach ihm benannt.
Sein Grab befindet sich auf dem Friedhof Ohlsdorf in Hamburg (S 10, Nr. 279, bei Kapelle 1).